# Airi Shimizu
Airi Shimizu 清水 あいり (Shimizu Airi?) (Hirakata, 17 dicembre 1992) è un personaggio televisivo, modella, attrice e tarento giapponese.
Una gravure idol, fu attiva con i nomi Airi Hirayama (平山 藍里?, Hirayama Airi) e Airi Kurose (黒瀬 あいり?, Kurose Airi). Fece parte dell'agenzia Emsworth prima di passare alla Fantastar (parte di Vithmic).

## Attività
Prima del settembre 2012, Airi Shimizu era nota come Airi Hirayama.

### Film
| Anno | Titolo           | Nota        |
| ---- | ---------------- | ----------- |
| 2008 | Ai no kokoro     | [ 3 ] [ 4 ] |
| 2010 | Aeteyokatta      | [ 3 ]       |
| 2010 | Fuyu no Hana     |             |
| 2011 | Suiginchū no Koi |             |
| 2012 | Sai Ai           |             |
| 2015 | All Esper Dayo!  | [ 5 ]       |
| 2016 | Cinderella Game  |             |

### Teatro
| Anno | Titolo                              | Nota  |
| ---- | ----------------------------------- | ----- |
| 2005 | Aoi Tori                            | [ 3 ] |
| 2006 | Oz to Mahōtsukai                    | [ 3 ] |
| 2010 | Oneichan's Eleven                   |       |
| 2010 | Oneichan's Twelve                   |       |
| 2010 | Himawarihatake to Chōchin to Aitsu. |       |
| 2011 | Dai Dorobō: Sachiko Ishikawa        |       |
| 2011 | Dangerous Cutie                     |       |
| 2011 | Ikeda-ya Check In                   |       |

### Televisione
| Anno | Titolo                               | Network     | Nota  |
| ---- | ------------------------------------ | ----------- | ----- |
| 2006 | Kira Kira Afro                       | TVO         | [ 3 ] |
| 2010 | Hori Summers                         | TBS         | [ 3 ] |
| 2010 | Bikisupo!                            | Mondo TV    |       |
| 2012 | Banana Fire                          | Tokyo MX    |       |
| 2012 | Goddotan                             | TV Tokyo    |       |
| 2012 | Miraretel                            | Fuji TV     |       |
| 2014 | Kyūyo Meisai 2                       | TV Tokyo    |       |
| 2014 | Zenryoku-zaka                        | TV Asahi    | [ 6 ] |
| 2014 | Music Dragon                         | NTV         |       |
| 2016 | Neo Kessen Variety: King-chan        | TV Tokyo    |       |
| 2017 | Shimura& Tsurube no abunai kōyū-roku | TV Asahi    |       |
| 2017 | Lab Ho no Ueno-san                   | Fuji TV     |       |
| 2023 | Takeshi's Castle                     | Prime Video |       |

### Pubblicità
| Anno | Titolo                   |
| ---- | ------------------------ |
|      | HiteJinro "Makkori"      |
| 2015 | NotTV web "6-Ri no Afro" |

### DVD
| Anno | Titolo                                            | Nota  |
| ---- | ------------------------------------------------- | ----- |
| 2010 | Real Audition Nadeshiko (Multi-Joyū)              |       |
| 2010 | Airi Hirayama My Girl                             | [ 3 ] |
| 2011 | Special Omnibus My Girl                           | [ 3 ] |
| 2011 | Venus! Airi Hirayama Angel Kiss –Pururun Journey– | [ 3 ] |
| 2011 | Rio Natsume & Airi Hirayama My Girl               |       |
| 2011 | Airi Hirayama My Girl 2                           |       |
| 2013 | Oishī Airi                                        | [ 7 ] |
| 2013 | Airi-sensei to Asobou                             |       |
| 2013 | Aruonna no Nichijō                                |       |
| 2014 | My Lovely Doll                                    |       |
| 2014 | Watashi no Ichibubun 2                            |       |
| 2015 | Koi no Yokan                                      |       |
| 2016 | Koi no Saikai                                     |       |

### Fotolibri
| Anno | Titolo                                                 | Nota  |
| ---- | ------------------------------------------------------ | ----- |
| 2012 | Kiken na Distance image.tv Digital Shashin-shū         | [ 8 ] |
| 2013 | Gekkan Airi Shimizu × Maki Miyashita Digital Book      | [ 9 ] |
| 2014 | magnetic G Airi Shimizu vol. 1                         |       |
| 2014 | magnetic G Airi Shimizu vol. 2                         |       |
| 2015 | "Aruonna no Nichijō" Airi Shimizu: Digital Shashin-shū |       |
| 2015 | Okomari Kateikyōshi: Airi Shimizu                      |       |
| 2015 | Kyōei-bu: Katsudō Nisshi: Airi Shimizu                 |       |
| 2015 | Lolipai H Cup: Airi Shimizu                            |       |
| 2015 | Kakure Kyonyū Jogakusei: Airi Shimizu                  |       |
| 2015 | Airi Shimizu Complete vol. 1                           |       |
| 2016 | magnetic G Airi Shimizu "Love Body"                    |       |

### Altri
| Anno | Titolo                         | Nota          |
| ---- | ------------------------------ | ------------- |
| 2013 | Fantastar Channel              | [ 10 ]        |
| 2014 | Basara-Bu: Otome-gumi!         | [ 11 ]        |
| 2015 | Joy Sound Gravure Saiten Movie | [ 12 ]        |
| 2015 | PSO 2 Arcs Kōhō-tai!           | [ 13 ] [ 14 ] |

## Riconoscimenti
- 2010 – Zak The Queen Associate Grand Prix[15]
- 2010 – 5th Real Audition (Multi Actress) Grand Prize[16][3]